# Bethamangala
Bethamangala là một thị trấn thuộc taluk Bangarapet, huyện Kolar, bang Karnataka, Ấn Độ.